# OneSpan
OneSpan, Inc. (NASDAQ : OSPN, auparavant dénommée VASCO Data Security International, est une société américano-suisse qui conçoit et vend des systèmes matériels et logiciels de sécurité informatique.
VASCO est un fournisseur de solutions et services d’authentification forte et de signatures électroniques, spécialisé dans la sécurité des applications et transactions par Internet. VASCO s’est positionné en tant que société mondiale de logiciel pour la sécurité Internet, avec une base d’environ 10 000 sociétés clientes dans plus de 100 pays différents, incluant environ 1700 institutions financières internationales.
Ses produits brevetés destinés au business et au commerce en ligne permettent de sécuriser les transactions financières effectuées au travers de réseaux d'entreprises privés ou de réseaux publics tels qu'Internet. Les marchés principaux de VASCO sont le secteur financier, la sécurité d’entreprises, l’ECommerce et l’EGouvernement.
Son produit le plus répandu à ce jour (2012) est un jeton d'authentification, le Digipass.
Le magazine Forbes l'a désignée 9e des sociétés technologiques à plus forte croissance en 2009.
La société a été créée en 1991. Son siège social est situé à Chicago, dans l'Illinois, et son siège opérationnel est situé à Zurich, en Suisse.
Elle possédait l'entreprise néerlandaise DigiNotar qui servait à délivrer des certificats de sécurité.
En 2015, Vasco a fait l'acquisition de Silanis, une entreprise canadienne de signature électronique, pour 85 millions de dollars .
Mai : rachat de Risk IDS Ltd.
En mai 2018, la société a acheté Dealflo, une société basée au Royaume-Uni et au Canada et spécialisée dans les logiciels d'automatisation d'accords financiers, pour 41 millions de livres sterling.

## OneSpan
Le 30 mai 2018, VASCO a changé son nom pour devenir OneSpan.